# Sheer Heart Attack
„Sheer Heart Attack“ е третият албум от английската рок група Куийн, издаден през ноември 1974 година. Продуциран е от Queen и Рой Томас Бейкър за ЕМИ във Великобритания, и Електра в САЩ. Албумът получава генерално позитивни критики и широко е опредлян като един от най-добрите им албуми.

## Списък на песните
Страна А:
1. Brighton Rock (Мей) 5:08
2. Killer Queen (Меркюри) 3:01
3. Tenement Funster (Тейлър) 2:48
4. Flick Of The Wrist (Меркюри) 3:19
5. Lily Of The Valley (Меркюри) 1:43
6. Now I'm Here (Мей) 4:10

Страна Б:
1. In The Lap Of The Gods (Меркюри) 3:20
2. Stone Cold Crazy (Куийн) 2:12
3. Dear Friends (Мей) 1:07
4. Misfire (Дийкън) 1:50
5. Bring Back That Leroy Brown (Меркюри) 2:13
6. She Makes Me (Stromtrooper In Stilettos) (Мей) 4:08
7. In The Lap Of The Gods...Revisited (Меркюри) 3:42

Бонус песен, в преиздадената версия на албума от Hollywood Records през 1991 година
- Stone Cold Crazy (ремикс от 1991 на Михаел Вагенер)

## Състав
- Фреди Меркюри: водещи и беквокали, пиано, джангъл пиано
- Брайън Мей: китари, беквокали, пиано, укулеле, банджо, водещи вокали в „She Makes Me“
- Роджър Тейлър: барабани, перкусия, беквокали, водещи вокали в „Tenement Fuunster“, писъци в „In The Lap Of The Gods“
- Джон Дийкън: бас-китари, акустични китари, ритмични китари, електрически китари, всички китари в „Misfire“, двоен бас в „Bring Back That Leroy Brown“

## Турне
От 10 октомври 1974 до 1 май 1975 албумът беше рекламиран на турне. Турнето се състоеше от три етапа и 77 индивидуални представления и е било първото световно турне на групата.
Подпомогащите групи били Styx, Kansas, Hustler и Mahogany Rush.